# Ta-ming (Vnitřní Mongolsko)
Město Ta-ming (čínsky pchin-jinem Dàmíng zhèn, znaky 大明镇) je městečko nacházející se v autonomní oblasti Vnitřní Mongolsko Čínské lidové republiky. Leží v
okresu Ning-čcheng městské prefektury Čch'-feng.
V letech 1387–1403 sídlila ve městě, které tehdy neslo jméno Ta-ning (čínsky pchin-jinem Dàníng, znaky 大寧), důležitá vojenská posádka říše Ming. Město bylo současně od roku 1393 sídlem Ču Čchüana, knížete z Ning a sedmnáctého syna prvního mingského císaře Chung-wua; kníže z Ning stál v čele pohraničních vojsk celé oblasti.